# Nike Air Max

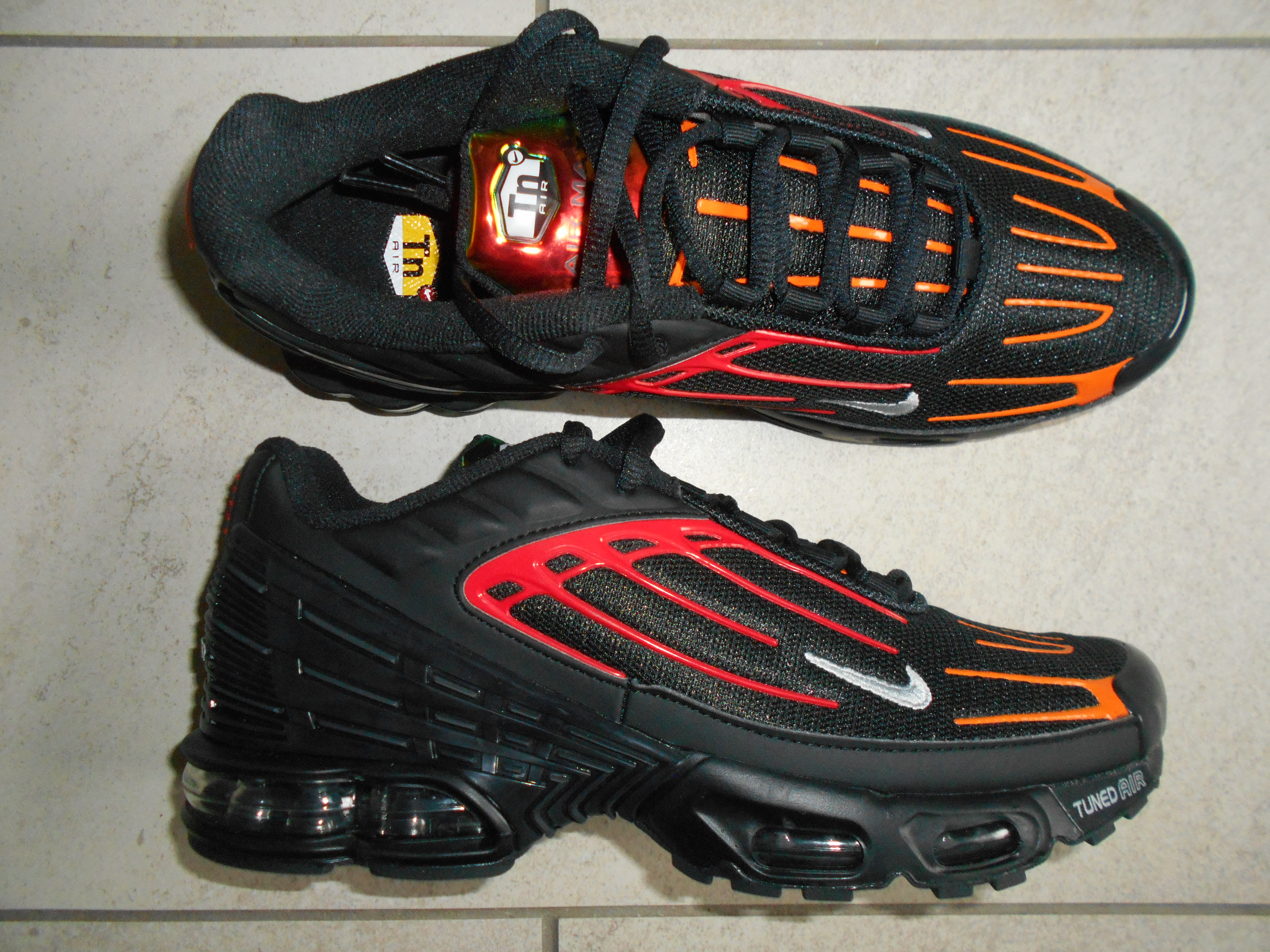
Un paio delle nuove Air Max Plus III

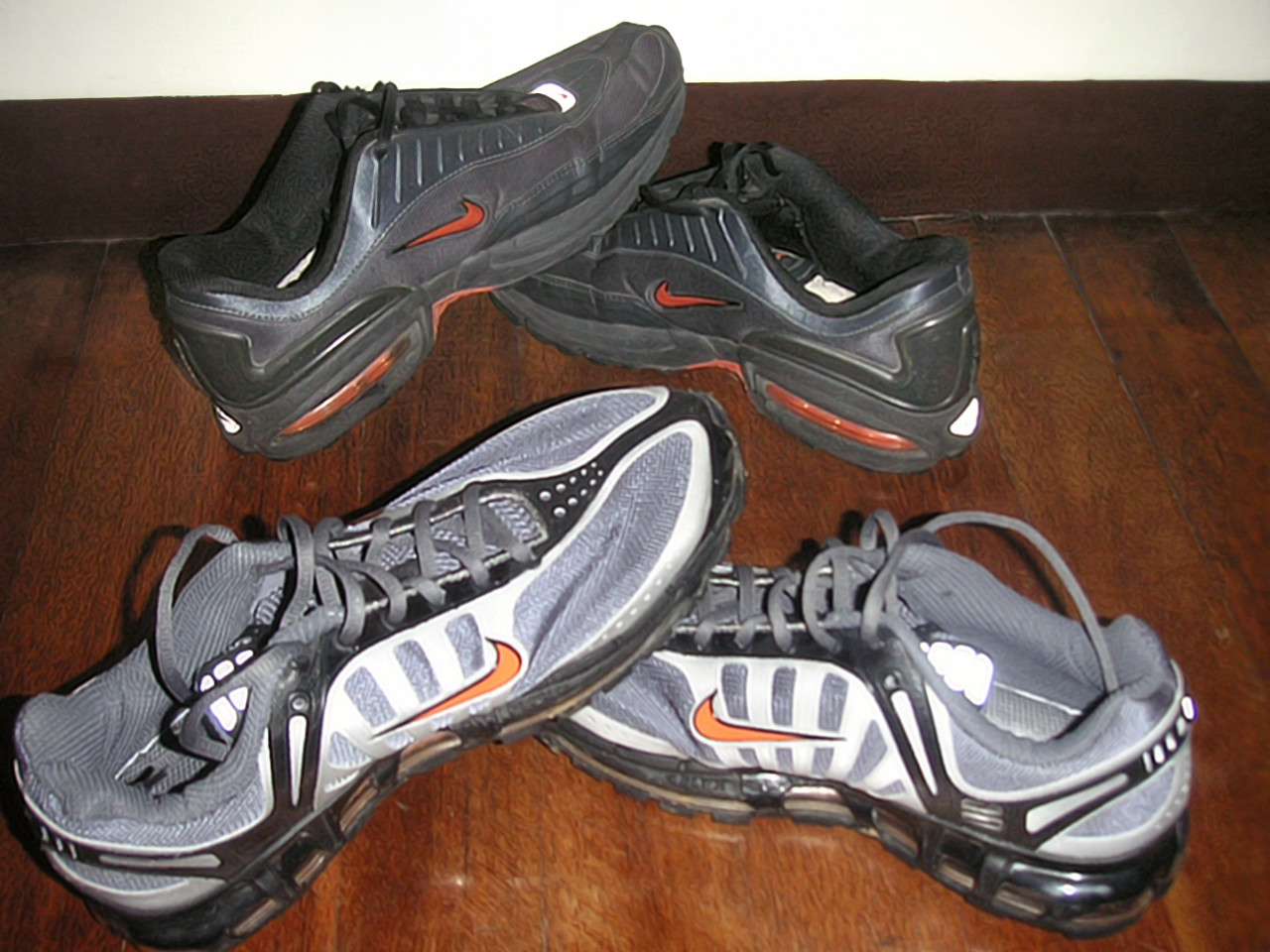
Due paia di Air Max: 2003, 2006.

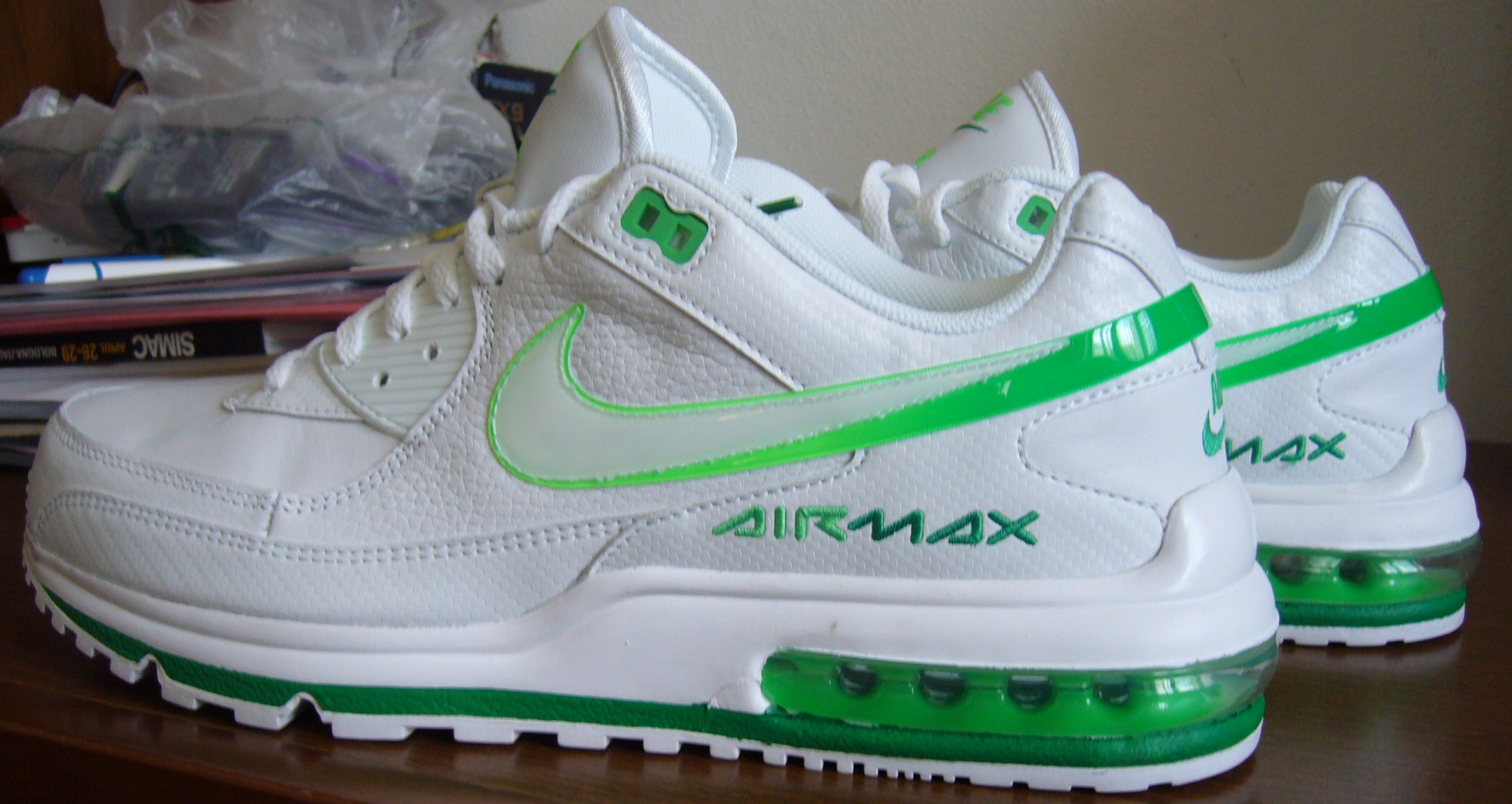
Un paio di Air Max LTD 2 di colore verde.

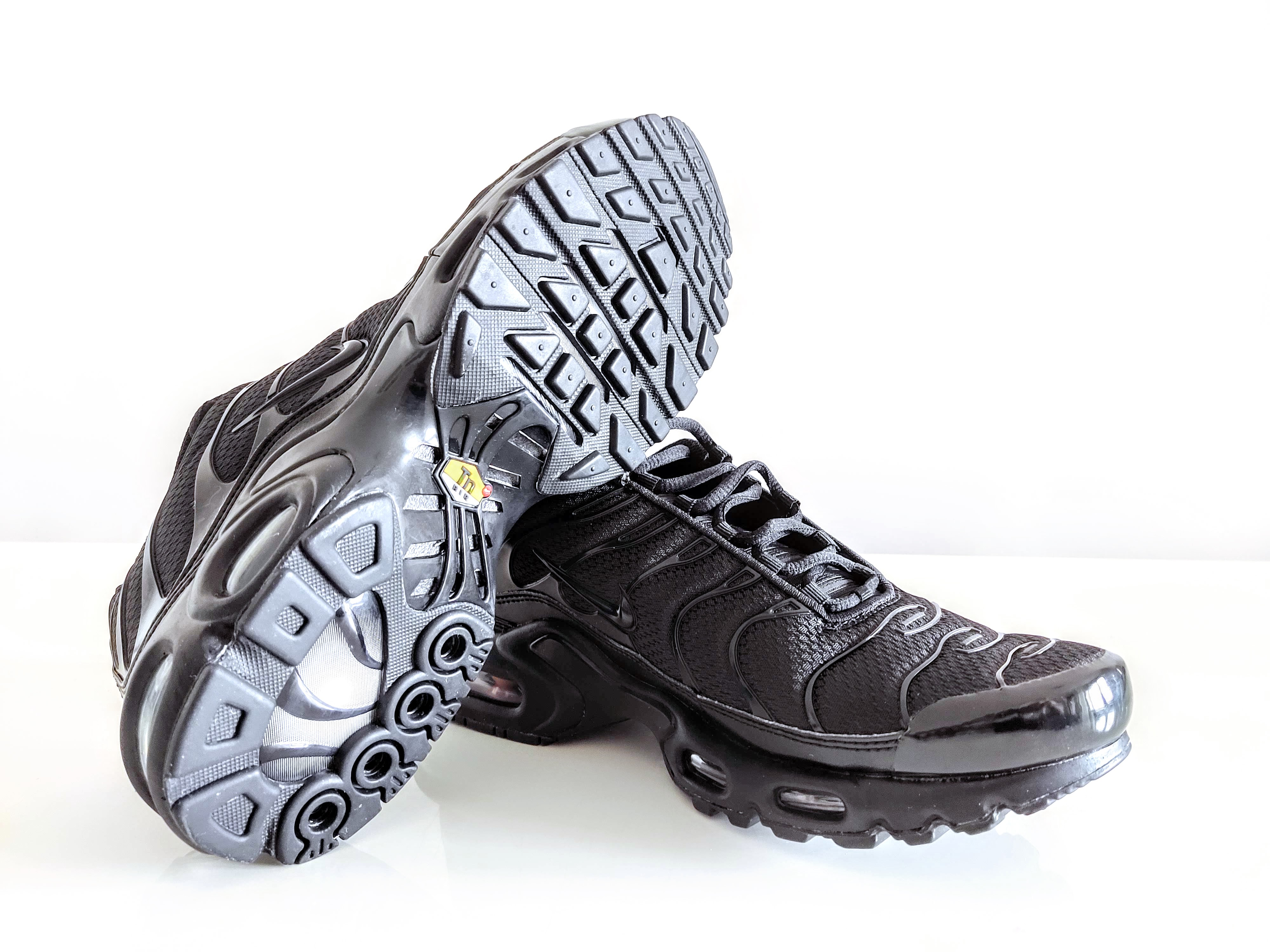
Un paio di Air Max Plus

Le Nike Air Max sono scarpe prodotte dalla società statunitense Nike. Il primo modello risale al 1987, e si caratterizzava in particolare per essere il primo esemplare ad avere l'unità Air visibile.

## Storia

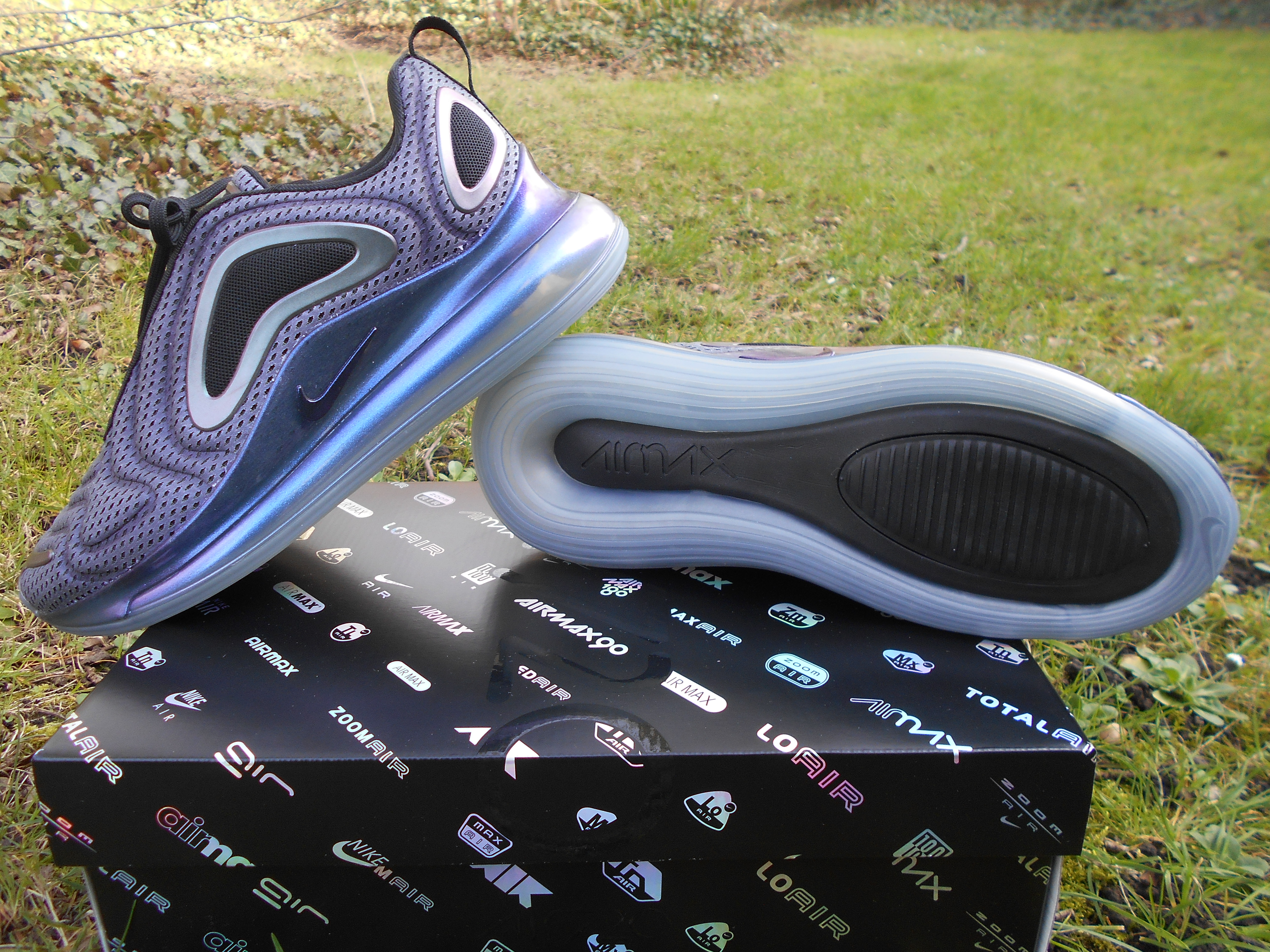
Un paio di Air Max 720 uscite nel 2019.

Nel 1987 Mark Parker e Tinker Hatfield diedero vita ad una scarpa che rivoluzionò totalmente il mondo del footwear e che si inserì prepotentemente anche nella cultura popolare americana (e non): la Nike Air Max 1. Fu la prima scarpa da ginnastica a presentare una camera d'aria visibile, rivoluzionando da quel momento in poi il concetto di "Air". La tecnologia dietro il cuscinetto d'aria che ha reso famose le Air Max era stata sviluppata dall'inventore Marion Frank Rudy. Dopo aver acquistato il brevetto, Nike utilizzò l'unità Air già sul modello Air Tailwind, distribuito nel 1979, nascondendo però il cuscinetto nell'intersuola della scarpa.
Il primo spot che presentava le Air Max andò in onda negli USA alle 20:10 del 26 marzo 1987, durante una puntata de "I Robinson" (all'epoca lo show televisivo più seguito degli Stati Uniti). Il successo arrivò presto: nel primo anno vennero vendute più di un milione di Air Max 1.
Il modello del 1993 fu il primo ad avere l'inserto Air sul tallone completamente visibile, anche sul retro della scarpa e non solo sui lati. Il modello del 1995 fu il primo ad avere l'inserto Air visibile anche sulla pianta del piede mentre in quello del 1997 venne utilizzato per la prima volta un unico cuscinetto d'aria su tutta la scarpa.
La canzone dei Beatles "Revolution" è stata usata per accompagnare lo spot pubblicitario televisivo delle Air Max. Per la prima e unica volta una canzone dei Beatles venne utilizzata per uno spot televisivo.
Le Air Max Silver furono le prime sneakers a proiettare Nike fuori dal campo di allenamento e direttamente nel mondo della moda. 
L’iconico design delle Silver, accattivante, originale e all'avanguardia, è sicuramente ciò che ne ha sancito il successo. L'intento della Nike era infatti proporre una scarpa dinamica, comoda e confortevole, che garantisse perfetta rapidità nei movimenti. Le Air Max 97 sono anche sneakers fra le più resistenti di sempre grazie alla tomaia in mesh, agli inserti in pelle sintetica e alla suola in gomma antiscivolo.
Il loro valore si riscontra anche semplicemente come scarpe per il tempo libero grazie all'unione di comfort e design unici. Il modello del 1995, ad esempio, è stato a lungo di gran moda e realizzato in diversi colori. Anche se la sua popolarità è sfumata nel tempo, rimane ancora oggi molto apprezzata tra i giovani. Questo modello, accolto inizialmente con scetticismo a causa della pelle scamosciata, l'alto prezzo di vendita e i colori al neon, cominciò ad essere amato soprattutto fuori dagli Stati Uniti e solo successivamente divenne famoso anche nello stesso paese di nascita.
Le Air Max IV, oltre ad essere il modello più venduto, sono assai diffuse come accessorio d'abbigliamento tra i fan della gabber music.
Esistono differenti sistemi e modelli di ammortizzazione Air Max: le “Air Max 2”, prive di fori nel cuscinetto d'aria ma ad alta pressione; il “Tube air”, costituito da piccoli cerchi nell'intersuola della scarpa; il “Total Air”, altro termine per indicare il sistema esteso di cuscinetto su tutta la pianta della scarpa; il “Tuned Air”, sistema costituito da singoli gusci orientati verso zone diverse del piede. Agli inizi degli anni 90 l'inserto air è visibile anche dal fondo della scarpa a basso profilo con l'introduzione dello “Zoom air” (anche se porzioni più piccole di cuscinetti erano già visibile nei fondi di altri modelli Air Max).
Nonostante le Air Max siano nate e rimangano sempre scarpe da corsa, il sistema di ammortizzazione è stato permutato e utilizzato per la creazione di modelli per ogni tipo di sport: Basketball (ad esempio le "Air Max uptempo"), Cross Training, Golf, Tennis.

## Modelli
Elenco in ordine cronologico dei modelli più famosi:
- Air Max I 1987

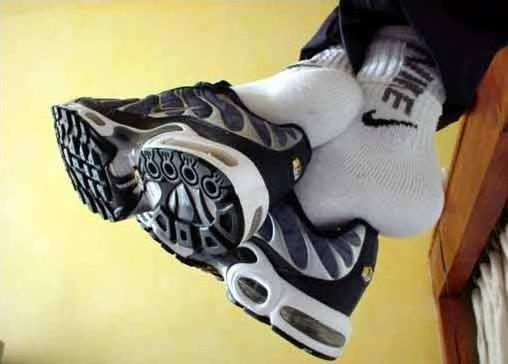
Un paio di Air Max Plus indossate.

- Un paio di Air Max Plus indossate.Air Max II (conosciute come Air Max Light) 1989
- Air Max III (conosciute come Air Max 90) 1990
- Air Max IV (conosciute come Air Max BW o Air Max Classic) 1991

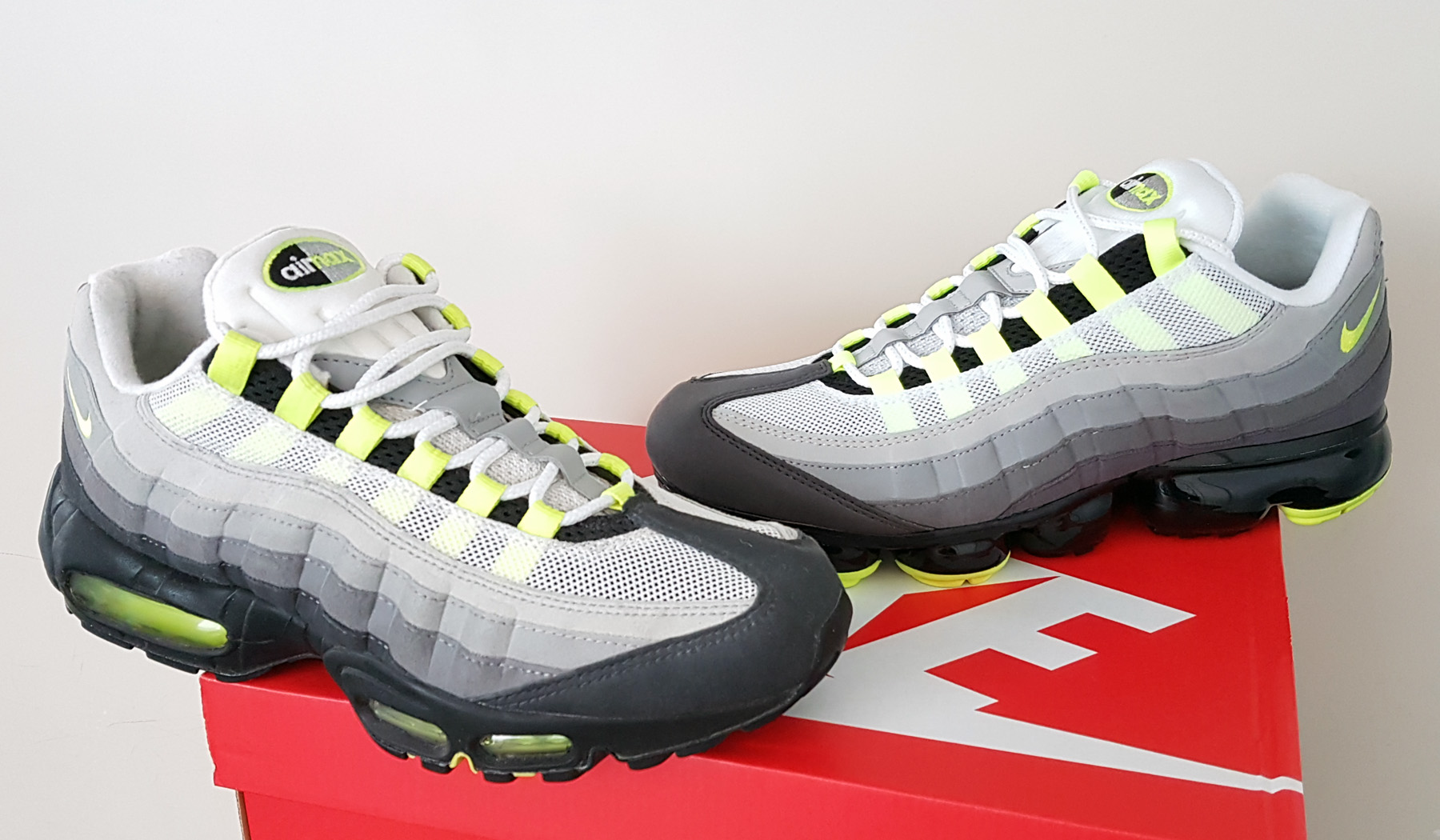
Una Air Max 95 ed una Vapormax 95.

- Air 180 1991
- Air Max 93 1993
- Air Total Max 95 1995
- Air Max 97
- Air Max Plus
- Air Max 98
- Air Max 99
- Air Max 2000
- Air Max 2001
- Air Max 2002
- Una Air Max 95 ed una Vapormax 95.Air Max 2003
- Air Max 2004
- Air Max Solas 2005
- Air Max 360 2006
- Air Max 360 II 2007
- Air Max 360 III 2008
- Air Max+ 2009
- Air Max Skyline
- Air Max LTD
- Air Max LTD 2
- Air Max+ 2013
- Air Max 2014
- Air Max 2015
- Air Max 2016
- Air Max 2017
- Air Max 270 | 2018
- Air Max DIA | 2019
- Air Max 720 | 2019
- Air Max 200 | 2019
- Air Max 2090| 2020
- Air Max 2021
- Air Max DN 2024

### Air Max 1
Il design della prima Air Max venne ideato da Tinker Hatfield, un architetto che inizialmente lavorava per Nike alla progettazione di un lotro campus nell'Oregon. L'idea viene ad Hatfield durante un viaggio a Parigi, dove visita il Centre Pompidou e rimane colpito dall'architettura dell'edificio.

### Air Max 95
Il design delle Air Max 95 si ispira e prende come modello il corpo umano: l'intersuola assomiglia ad una colonna vertebrale e il tessuto rappresenterebbe la pelle. I rivenditori erano inizialmente riluttanti all'acquisto di questo modello di alta tecnologia essendo estremamente costoso. Fu il primo modello infatti ad avere un prezzo di vendita superiore alle 100 sterline nella catena di negozi britannica JD Sports. Nel mondo dei chavs sono semplicemente conosciute come “one ten” proprio per il cartellino £ 109.99. Sono diventate molto popolari tra i Chavs come scarpe di culto. A causa della loro popolarità sono state, tuttavia, oggetto di molte imitazioni e vendute sul web a prezzi notevolmente inferiori. Inoltre da un recente database della polizia americana, si evince che le calzature preferite dai criminali sono le Nike Air Max 95.

### Air Max 97
Il design delle Air Max 97 si ispira a quello dei treni proiettili giapponesi. Sono state rilasciate nel 1997 in un colorway metallico e con una suola caratterizzata da un cuscinetto d'aria quasi interamente visibile. La tomaia presenta tre linee in materiale rifrangente Scotchlite realizzate dalla 3M.
L'Air Max 97 è una scarpa da corsa progettata da Christian Tresser e viene prodotta con diversi materiali, tra cui pelle, schiuma di poliuretano. Il colorway originale, noto come "Silver Bullet", è stato rilasciato una seconda volta negli Stati Uniti il 13 aprile 2017 per un prezzo di 175 $. A partire dal 1º agosto 2017 sono stati messi in commercio più di dieci nuovi colorway aggiuntivi.

### Air Max 360
Nel gennaio 2006 la Nike ha lanciato il nuovo modello Air Max 360, una nuova scarpa con un design che presenta il cuscinetto visibile a 360 gradi.
Nel settembre 2006, Nike presenta il pacchetto Speciale "one time only pack" che fuse le 360 con 3 altri classici modelli di Air Max: le Air Max 90, le Air Max 95 e le Air Max 97. In questa edizione speciale, l'intersuola rivoluzionaria delle 360 va a sostituire quella tradizionale dei tre modelli classici. Le scarpe vengono prodotte in tre colori: rosso per le Air Max 90, verde-giallo per le Air Max 95 e grigio-argento per le 97.